# 不可逆電気穿孔法
不可逆電気穿孔法（IRE（irreversible electroporation) もしくは NTIRE (non-thermal irreversible electroporation) <非熱的不可逆電気穿孔法>）とは、短時間・高電圧の電位勾配により細胞膜に電荷を蓄積させ、絶縁破壊によりナノスケールの穴を開けて細胞のアポトーシスを誘導し死滅させる癌治療法である。
細胞膜にナノスケールの穴を開けることからナノナイフとも呼ばれる。なお、"Nanoknife"はIRE用医療機器を製造するAngioDynamics社の登録商標である。電位勾配を得るために、高圧直流電流を腫瘍を挟み込むようにして短時間流し、熱的作用は必要としない。この点が、従来のハイパーサーミアやラジオ波焼灼術と大きく異なる点である。血管、胆管、神経などへの影響や熱的影響により従来困難だった治療への適用が期待されている。
本治療法は、電位勾配をかけるためには電流を流すために電極となる針を患部を挟み込むように穿刺しなければならず、したがって外科治療となる。

## 歴史
IREの影響の最初の観察は1898年にさかのぼる Nolletは、電気火花に曝された動物およびヒト皮膚上の赤い斑点の出現の最初の体系的な観察を報告した。しかし、現代医学における応用はNeumannらの精巧な研究によって1982年に始まった パルス電場を使用して細胞膜を一時的に穿孔し、外部からDNAを細胞に導入した。この場合は、可逆的な電気穿孔法 であり、形質転換法の一つとして用いられている。この時点では、不可逆的な電気穿孔は電気穿孔法の利用を妨げる望ましくない副作用だった。
次の10年では、可逆的な電気穿孔法と化学療法薬ブレオマイシンとの組み合わせにより、新しい臨床応用、すなわち、電気化学療法(エレクトロポーション)がもたらされ、がん治療への応用が始まった。これにより、細胞膜たんぱく質を利用しない薬剤の細胞内への輸送が可能になり、薬剤使用量の低下とそれに伴う全身副作用の低下を達成した。更には近年、より高い電圧をかけ不可逆的に細胞膜を穿孔することでがん細胞を死滅させる現在のIREの登場に至る。
2005年、Davalosらは、 IREの潜在的使用についての最初の研究を記載している。従来のラジオ波焼灼術、ハイパーサーミアと比して歴史が浅く、日本においては2014年2月に肝がんの治療に用いられたのが最初で、さらなる症例の選択、技術的な改善が求められている。

## 原理
超短パルスの電位勾配によって、細胞膜内外で電荷が蓄積されるが、脂質二重層により電気的に絶縁されるため、電位勾配がある状態では電荷が次第に蓄積されていくことになる。このとき、脂質二重層を誘電体(絶縁体)としたコンデンサーを構成しているといえる。電荷による引力によって、初めは膜は圧縮されるが、電場が臨界値を超えると脂質二重層は強すぎる引力に耐え切れなくなり絶縁破壊を起こし孔が開く。
これは人工的な脂質二重層でも確認されており、イオンチャネルのような電圧感受性のあるゲーティング機構によるものではないと考えられている。
このとき電場が大きすぎると不可逆的な孔となり、適当な大きさなら可逆的な孔となる。この違いにより電気穿孔法は以下の2種類に区分される。
1. 可逆的電気穿孔法…ナノポアを介した分子輸送のための一時的および限定的な経路が形成されるが、電気パルスの終了後、輸送は停止し、細胞は生存可能なままである。がん治療薬の導入などに用いられる。関連項目参照。
2. 不可逆的電気穿孔法…電気穿孔による細胞膜へのある程度の損傷後、細胞内の内容物の漏出が非常に厳しいか、または細胞膜の再封鎖が遅すぎ、細胞を不可逆的に損傷させる。細胞は熱または放射線のいずれかによる壊死を誘発する他の治療法と異なり、この技術に特有のアポトーシスによって死ぬ。

不可逆電気穿孔法は一般的にアポトーシスであるとはいえ、いくつかの知見は純粋なアポトーシス細胞死と矛盾するようであり、IREが細胞死を引き起こす正確な過程は不明であると言わざるを得ない。
不可逆電気穿孔法のメカニズムは完全に理解されていない。現在の理論は以下の通りである：
細胞膜に0.5[V/nm] 以上の電場を印加すると、絶縁破壊時に細胞外液が脂質二重層内に侵入することが予想されている。結果として、親水性の孔が形成される。
Tarek による分子動力学シミュレーションは、この予想された細孔形成を2つのステップで示す。
1. 電場を印加した後、水分子は単一の分子の列に並んで、二重層脂質膜の層の間に浸透する。
2. ある程度水分子が入り込むと膜が完全に分断され疎水基が内側に向いた安定な膜端が形成される。

## 臨床上の利用
- 針電極をがん組織を挟み込むように2本以上穿刺し、高圧、超短パルス直流電流を流す。
- 穿刺においては撮像が不可欠であり、エコー、MRIなどが用いられる。
- 治療領域の形状はリアルタイムで計算の上担当医は針の位置や電圧で任意に制御できる。

また、一般的には、一般的な麻酔下でさえも、高圧電流により強力な筋収縮が運動終板の励起によって誘発されるので、筋弛緩剤が投与される。ほか、不整脈やてんかん発作など、高圧電流に起因する事象への細心の注意が要求される。
典型的な電流パラメータは
- 1回の施術あたりのパルス数:90[15]
- パルス長:100μs
- パルス間長さ:100～1000ms(心臓の拍動休止期に同期[15])
- 電界強度:1,500V/cm
- 電流:50A(細胞組織物性・幾何学形状に依存)
- 2つの電極を用いた最大治療範囲: 4 × 3 × 2 cm3

電場は、1mm径ほどの滅菌された使い捨て針電極を通して発生される。電位差は事前に計算され、治療計画に従ってこれらの電極に接続されたコンピュータシステムによって印加される。

## 利点
- 非熱的作用を目的とするため、血管による冷却作用により従来のラジオ波焼灼術では治療不可能だった部位への適応が可能である。
- 血管、胆管、神経などのタンパク質繊維には被害を与えず、その構造が保持される。
- ラジオ波焼灼術と異なり、熱伝導による周辺の細胞への影響がない

熱傷等の副作用を防げる。

## 欠点
- 熱凝固によるたんぱく質変性を伴わないため、治療域の撮像に注意を要する。[7]
- 血管が損傷せず血流が残存するためCT,MRI,造影超音波の血管層では治療域の評価が困難。[7]
- 通電により筋肉の痙攣、てんかんを起こす危険性がある

全身麻酔、筋弛緩剤による筋肉の収縮の抑制が必要。
- 心筋への電気的影響により不整脈等を起こす

不応期(心臓の拍動休止期)に合わせて電流を流す必要がある。
- 効果範囲が周囲の伝導率に大きく影響される

腎臓の治療では尿の伝導率の増加により不規則な効果範囲が生じることがある。ほか、金属ステントを留置しているなどの場合、電流が集中することにより重篤な被害を受ける恐れがあり、胆管ステントにおいて十二指腸、横行結腸に穿孔が起き、 上腸間膜動脈の分枝からの出血による、重篤な合併症を引き起こした症例報告がなされている。

## 日本での臨床利用
日本では、2017年時点では保険適応外の自由診療となっており、臨床研究の扱いで費用は230万円と高額で、実施可能な医療機関も限られる。
現状は東京医科大学を中心として医療機関主導での海外企業AngioDynamics社の製品を用いた臨床試験が行われており、使用する使い捨て電極等医療機器の費用負担において医療機器メーカーその他の支援が得られず、自己負担となっている。また、全身麻酔の使用が必要なこともRFA(ラジオ波焼灼術)に比較して費用が高額になる一因となっている。加えてRFAと異なり心臓との不応期同期システムが必要である。
ディスポーザブルの電極針も2～6 本で50 万円～75 万円と比較的高額である。